# Поташевка (река)
Поташевка — река в России, протекает по Даниловскому району Ярославской области. Сливаясь с рекой Саводранка, образует реку Вопша. Длина реки составляет 12 км. Сельские населённые пункты у реки: Язово, Терехино, Поташево. В нижнем течении протекает по болотистой местности.

## Данные водного реестра
По данным государственного водного реестра России относится к Верхневолжскому бассейновому округу, водохозяйственный участок реки — Волга от Рыбинского гидроузла до города Кострома, без реки Кострома от истока до водомерного поста у деревни Исады, речной подбассейн реки — Волга ниже Рыбинского водохранилища до впадения Оки. Речной бассейн реки — (Верхняя) Волга до Куйбышевского водохранилища (без бассейна Оки).
Код объекта в государственном водном реестре — 08010300212110000011535.